# Toldy István
Toldy István (Pest, 1844. június 4. – Budapest, Ferencváros, 1879. december 6.)magyar újságíró, író, a Kisfaludy Társaság tagja.

## Életpályája
Szülei Toldy Ferenc (1805–1875) irodalomtörténész, egyetemi tanár és Mojsisovics Anna Katalin Auguszta (1822–1906) voltak. Születési neve Schedel Ferenc Károly József Mihály István (a névváltoztatást apja kezdeményezte 1847-ben). Iskoláit a fővárosban és a német nyelv megtanulása végett Pozsonyban járta, a jogot a pesti egyetemen végezte. 1866-ban le akarta tenni a doktorátust a jogból és beadott e célra egy értekezést, mely a házasság feloldhatóságát tárgyalta; de az egyetem a munkát, mint egyházellenest, visszautasította. 1867-ben a minisztérium kinevezése után, midőn az egyetem nem utasította vissza, értekezett e kérdésről. 1867-ben fogalmazó, 1868-ban titkár lett a belügyminisztériumban, később a pénzügyminisztériumban; majd 1870-től a miniszterelnökség sajtóügyi osztályában működött, ahonnét 1872-ben az új törvényelőkészítő bizottsághoz tették át. Az államszolgálatot azonban 1875-ben elhagyta, hogy egész erejét az irodalomnak szentelje. Politikai felfogását a Deák-párti elvek és az egyházpolitikában erős antiklerikális irány jellemezte, mely gyakran túlságig ment; hevesen támadta a jezsuitizmust cikkeiben és munkáiban.
Mint hírlapíró 1867-ben kezdte pályáját, amikor Frankenburggal és Pulszky Ágosttal az 1848 című szabadelvű politikai lap kiadására szövetkezett, melybe ő elevenséget, szellemet és finom stílust vitt. 1868-ban a Századunk c. nagyobb politikai lapnak volt Urváry Lajos mellett főmunkatársa.
Mint szépirodalmi író a «Kávéforrás»-ban székelő fiatal írói csoportnak volt tagja, Rákosival, Berczikkel, Dóczival, Kaas-sal, a Márkus testvérekkel és Urváryval együtt. 1872-ben Csongrádon fellépett képviselőjelöltnek, de a baloldal, a papok segítségével, megbuktatta. 1873-ban a Kisfaludy Társaság tagjává választotta. 1874-ben alapította a Nemzeti Hírlapot, melyet szerkesztett is, és a fuzió után (1878. július 10.) Márkus István barátjának engedett át, maga mint főmunkatárs segített tárcáival, cikkeivel a lap magas színvonalát fenntartani.
1877-ig minisztériumi tisztviselőként dolgozott. Halálát gennyvérűség okozta. Sírja a Kerepesi úti temetőben található.

„Nem tudom: Odalie, Coralie, Fifine, Juczika, Tinike, Mariska vagy Boriska volt-é, akit egyszer [Toldy Pista] rettenetesen megtréfált. Gévay fényképirónál (a Wurm-udvarban) egyszer csak beállit. Mögötte koporsót hoztak. Fölvitette a mühelybe. Belefeküdt a koporsóba s holtmerev arczot öltve, azt kérte Gévaytól, hogy már most fotografálja le őt. A fotografus megdöbbent. Nem jó kisérteni az istent. Kérlelte, álljon el ettől a borzalmas szándékától.

— Ugyan kérem, faggatózott Pista. Azért, hogy egy kissé feszült viszonyban vagyunk egymással (magát és az istent értette) nem fogja kihivásnak venni. Nobilis az öreg!

Gévay keresztet hányt magára és »lefényképirta« őt.

— Első pose! mondá Pista. Most jön a második.

S felült a koporsóban. Gévay, egy miatyánkot morzsolgatva le magában, lefotografálta a másodikban is.

Néhány nap multán, Nagypéntek előtt való nap, elküldte valahová vidékre az elsőt. A kép kiséretében egy levél azt jelentette, hogy tegnap virradóra meghalt szegény Toldy Pista. A kisasszonyka vagy asszonyka, akinek szólt a levél, szörnyen megijedt a küldeménytől. Rémültében észre sem vette, hogy a gyászmondó levelet maga Pista irta. Nagyszombat napján az a fiatal hölgy ismét levelet kap. A pesti pósta Pistát hozta megint, amint mosolyogva ül fel a koporsójában. Szombaton jött este, ami azt jelentette, hogy »István feltámadott«.

Istentelen tréfa, de tagadhatatlanul elmés. Benne volt ebben az egész Pista, aki egyébkint — ugy tudom — ezuttal büntetni akart.”

– Ágai Adolf visszaemlékezése. (Ágai Adolf (Porzó): Por és hamu. Athenaeum R. Társulat kiadása, 1892. 232-234. old.)

## Munkássága
Antiklerikális és meglehetősen jezsuitaellenes Deák-párti politikus volt. Francia hatást mutató drámái időszerű társadalmi kérdéseket taglaltak leleményes színpadtechnikával és beszéltetéssel. Ő a naturalista próza elveinek korai hazai meghonosítója volt. Írt politikai-szónoklati kézikönyvet és adomagyűjteményt is.

## Művei

### Saját könyvei
- Thalia. Zsebkönyv 1862-re. I. évf. Kiadták Fésüs György és... Pest, 1862.
- A nőkről a nőknek. Pest, 1865.
- Mit kell az 1848-ki törvényeken változtatni? Pest, 1866.
- A magyar politikai szónoklat kézikönyve a legrégibb időktől a jelenkorig, vagyis a kitünőbb politikai szónokok életrajzi adatokban és jellemző mutatványokban feltüntetve. Pest, 1866. Két kötet. Első kötet
- Magyar királyság és nemesség helyzete Magyarországon a vegyes házasságbeli királyok alatt. Kivonat. Pest, 1867. (Akadémiai Értesítő V.).
- A kiegyenlítés okmánytáros története. Pest, 1867.
- Régi Magyarország. A magyar birodalom politikai viszonyai a honfoglalástól a szathmári békéig. Pest, 1868.
- Elmélkedések az egyházi reformról. Egy ultramontán papnak ajánlva. Az 1848-iki törvények és a katholikus egyház Magyarországon. Lipcse, 1868. (2. kiadás: 1868, 3. kiadás: 1870. Németül: ford. Hevesi Lajos. Uo. 1868. nyom. Pozsonyban, még egy kiadást ért).
- 1848. Politikai szemle az állam és egyház köréből. Szerk. és kiadja... Pest, 1868. Öt füzet.
- A választások előtt. Pest, 1868. (2. kiadás. Függelékül: A czímkérdés. Pest, 1868.).
- Megyerendezés az 1848. év szellemében. Pest, 1869.
- Pártjaink feladata a választások után. Pest, 1869.
- Adél asztalára. Pest, 1869.
- A katholikus egyházi autonomia és veszélyei. Pest, 1870.
- Anatole. Regény. Pest, 1872. (2. kiadás. Budapest, 1874.). (Újabb kiadás: 1906. Online)
- Öt év története. 1867–1862. Pest, 1872. (Névtelenül. 2. kiadás: Pest, 1891)
- A jó hazafiak, vagy harcz a vasutkérdés miatt, vígj. 4 felv. Pest, 1872. (Nemzeti Színház Könyvtára 35. Előadták Kassán, 1874. jan. 30.)
- A jezsuiták Magyarországon és egyebütt. A Jézus-társaság szervezésének, tanainak és működésének ismertetése és a jezsuitakérdés Magyarországon. Budapest, 1873. (Ism. Hon 275., 283. sz.)
- A jezsuiták története I–VI. Budapest, 1873–1874.
- Az új emberek, vígj. 3 felv. Budapest, 1874. (Előadták Pesten, 1872. okt. 18., Kassán, 1878. márcz. 28.).
- Livia, színmű 3 felv. Budapest, 1874. (Különny. a Kisfaludy-társaság Évlapjaiból. Székfoglaló).
- Kornélia, színmű 4 felv. Budapest, 1874. (Nemzeti Színház Könyvtára 64. Először adták Pesten, 1874. decz. 4.).
- Tarka képek. A rajzok Jankótól. Budapest, 1875.
- Hungaria. Politikai évkönyv és naptár 1877-re. Kiadja... Budapest, 1877.
- Menyecskék könyve. Adomák és apró történetek a menyecskék mulattatására tisztelőik okulására, összeszedve a Rokkant Huszár által. Budapest, é. n. (2. cím-kiadás: Budapest, 1885., 3. kiadás: Budapest, 1886)

### Műfordításai
- Kebes. Az élet képe. Görögből. Pest, 1860.
- Magyarország különállása Németország egységének szempontjából. Irta egy magyar államférfiú (báró Eötvös József). Németből. Pest, 1861.
- Szegény Ilona naplója. Regény. Irta gróf Batthyány Julia. Francziából. ford. Pest, 1862.
- A tudós neje. (Valvédre). Regény. Sand Georges után ford. Pest, 1863.
- Belot Adolf. A rendszeres férjek. vígj. 3 felv. Ford. Toldy István. (Nemzeti Színház 5.)
- Berczik Árpád. Ádám és Éva. Vígj. 1 felv. – Fournier és Meyer. Chassé croisé. Vígj. 1 felv. Ford. Toldy István (Nemzeti Színház 6.)
- Gróf Bethlen Miklós emlékiratai (1659–1689). Francziából.. Pest, 1864. Két rész egy kötetben.
- Zwei Schauspiele: Livia. Cornelia. Übersetzt von Alexander Rosen. Wien, 1875.
- Weber György, A pápaság története. Lipcse, 1871–1872. Tizenegy kötet. (Névtelenül).
- A rómaiak története. Irta Momsen Tivadar. Az ötödik kiadás után a M. Tudom. Akadémia megbizásából ford. Budapest, 1874–1877. Nyolcz kötet, Italia katonai térképével.

### Kéziratban maradt írásai
- Universal-genie, vagy a 27 női szépség, életkép 1 felv. (először adták a budai Népszinházban 1861. márcz. 12.)
- Házasság látatlanban, vígj. 1 felv. (először Uo. adták 1861. máj. 1.)
- A két testvér, népdráma dalokkal 3 felv. írták D'Ennery és Carmon, magyarra átdolgozta (először a budapesti Népszínházban 1877. szeptember 23.).